# عبدالهادی خمیس
عبدالهادی جمال زائی ؛ زاده ۱۹ دسامبر ۱۹۹۰) یک بازیکن فوتبال اهل کویت است.
وی همچنین در تیم ملی فوتبال کویت بازی کرده است.